# Route nationale 20 (Congo-Kinshasa)
Pour les articles homonymes, voir Route nationale 20.
La route nationale 20 (RN20) est une route nationale de la République démocratique du Congo parcourant 602 km. 
Elle s'étend de la N21 à Mbulungu jusqu'à la N1  à  Lukamba-Ikundi.
Elle croise la N41 à Mweka et elle est coupée par la rivière Kasaï à Ilebo.